# Boeing Human Landing System
Boeing Human Landing System (znany także jako Boeing Landing System) – nazwa proponowanej przez Boeinga koncepcji lądownika księżycowego, który miałby zostać wykorzystywany w ramach programu Artemis i NextSTEP H. Propozycja została złożona do NASA w dniu 5 listopada 2019 roku. Boeing Landing System nie otrzymał finansowania w ramach programu Artemis.

## Projekt
Boeing Landing System miał wykorzystywać rakietę Space Launch System opracowywaną przez NASA, która byłaby używana do wystrzelenia lądownika na orbitę okołoziemską, a następnie umieszczenia go na orbicie okołoksiężycowej, gdzie spotkałby się ze stacją kosmiczną Lunar Gateway, gdzie mógłby zostać użyty przez załogę wysłaną przy pomocy statku kosmicznego Orion.
Lądownik Boeing Landing System składa się ze stopnia zniżania i wznoszenia. Lądownik został zaprojektowany w taki sposób, aby móc zostać wystrzelonym na rakiecie Space Launch System Block 1B oraz wykluczyć potrzebę jego montażu w przestrzeni kosmicznej. Dodatkowo Boeing Landing System miał być zaprojektowany w taki sposób, aby móc dokować bezpośrednio do statku Orion.
Do zbudowania silników lądownika i konstrukcji jego zbiorników paliwa wybrano firmę Intuitive Machines, a w całym przedsięwzięciu brała także udział firma Aerojet Rocketdyne.
W sierpniu 2021 roku NASASpaceflight poinformowała, że silniki VR-3500 Boeinga opracowane dla lądownika Boeing Landing System były wykorzystywane przez Intuitive Machines do ich przyszłego lądownika Nova-M.